# Seznam švicarskih kolesarjev
Seznam švicarskih kolesarjev.

## A
- Michael Albasini
- Marcel Aregger

## B
- Alexandre Balmer
- Stefan Bissegger

## C
- Oscar Camenzind
- Fabian Cancellara
- Carlo Clerici

## D
- Robert Dill-Bundi
- Silvan Dillier

## E
- Paul Egli
- Martin Elminger

## F
- Mathias Frank
- Thomas Frei
- Josef Fuchs
- Jonathan Fumeaux

## H
- Marc Hirschi
- Reto Hollenstein

## I
- Albert Iten

## K
- Hans Knecht
- Hugo Koblet
- Martin Kohler
- Armin Köhli
- Ferdinand Kübler
- Stefan Küng

## M
- Gino Mäder

## N
- Jolanda Neff

## L
- Pirmin Lang

## R
- Thomas Ratschob
- Sébastien Reichenbach
- Tony Rominger

## S
- Fritz Schär
- Heiri Suter

## T
- Johann Tschopp

## W
- Danilo Wyss
- Marcel Wyss

## Z
- Oliver Zaugg
- Beat Zberg
- Markus Zberg
- Alex Zülle